# Synagoga Alte Szil w Łodzi
Synagoga Alte Szil w Łodzi – główna synagoga łódzkiej gminy żydowskiej, znajdująca się przy ulicy Wolborskiej 20/Żydowskiej 7 na Starym Mieście. Była jedną z najbardziej okazałych synagog – zarówno w Łodzi, jak i w Polsce.

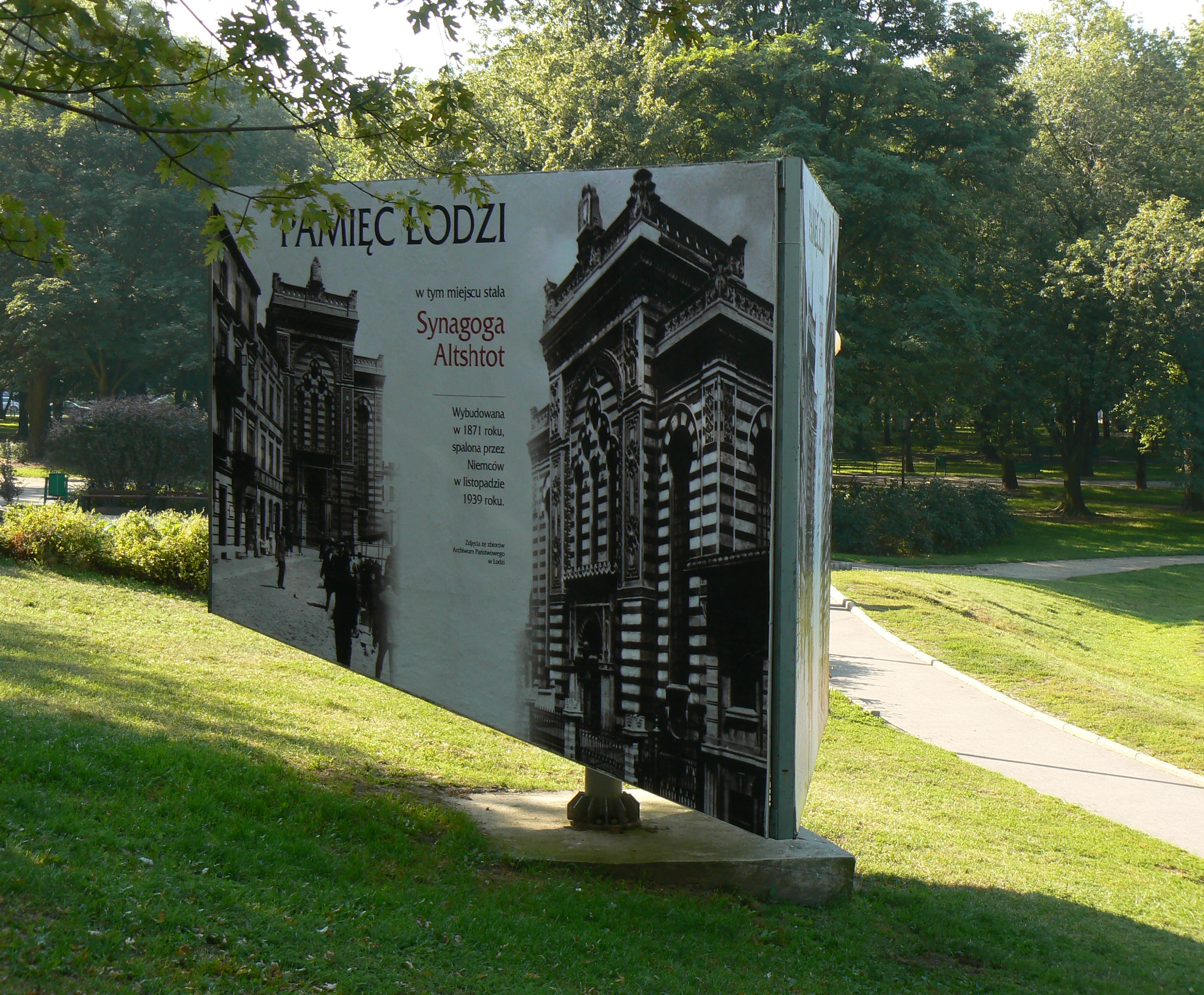
Tablica, znajdująca się na terenie parku Staromiejskiego w Łodzi, upamiętniająca synagogę Altshtot

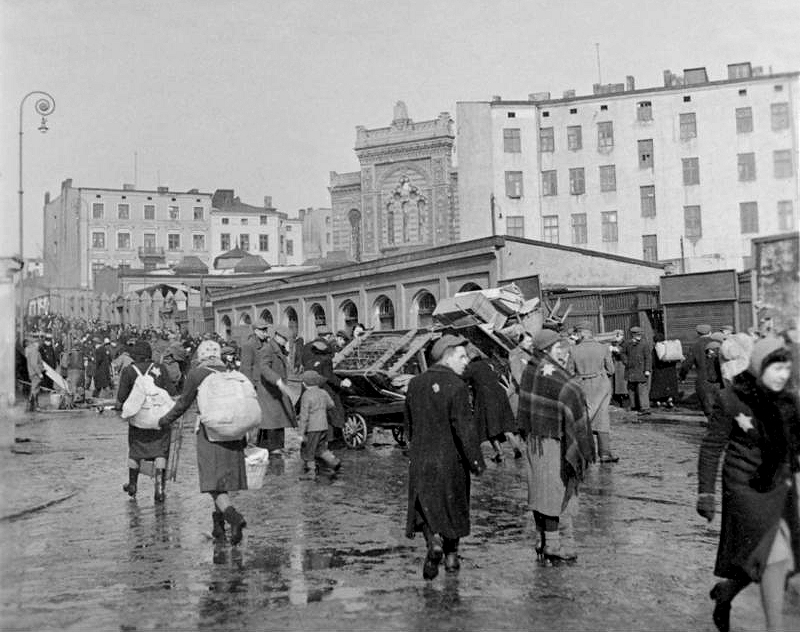
Synagoga Alte Szil w marcu 1940 r.

Synagoga została zbudowana w latach 1863–1871, według projektu Jana Karola Mertschinga, gdyż stara drewniana synagoga groziła zawaleniem i we wrześniu 1861 została zamknięta przez władze miasta. W 1897 świątynia została przebudowana według projektu Adolfa Zeligsona i nabrała ostatecznego wyglądu. Podczas II wojny światowej w nocy z 10 na 11 listopada 1939 niemieccy okupanci ograbili i podpalili synagogę. Na fotografiach z 1940 roku widać jeszcze wypalone ściany budowli, potem na zdjęciach z getta widać jedynie gruzy.
Po wojnie tkanka urbanistyczna okolicy uległa gruntownym zmianom, gdyż prawie cała miejscowa zabudowa uległa zniszczeniu. Dlatego wyburzenie synagogi nie pozostawiło wyrwy w ulicy, ale zmienił się cały krajobraz ulicy. Zupełnie inny jest układ ulic, a ul. Wolborska graniczy obecnie z parkiem. Zachowały się jednak stare nazwy ulic. Nową sytuację z pewnością wyznacza skarpa w terenie parkowym. Tablica pamiątkowa wydaje się trochę duża.
W części parku, położonej niedaleko miejsca, w którym stała synagoga, w 1995 umieszczono pomnik Dekalogu, przedstawiający Mojżesza trzymającego dwie kamienne tablice z dziesięciorgiem przykazań. Znajduje się tam również tablica upamiętniająca zniszczoną przez Niemców synagogę. Dokładne miejsce posadowienia synagogi zostało odkryte podczas prac archeologicznych w 2013.
W 2013 wykonano wizualizację synagogi w formie filmu 3D, który zaprezentowano w Parku Staromiejskim podczas koncertu „Synagoga w wyobraźni” w ramach sierpniowych obchodów likwidacji Ghetto Litzmannstadt.
Murowany budynek bożnicy wzniesiono na planie prostokąta. Posiadał cechy kilku stylów: bizantyjskiego, neomauretańskiego i neoromańskiego. Ortodoksyjni żydzi chcieli w ten sposób podkreślić swe przywiązanie do kulturowej tradycji mającej korzenie na Bliskim Wschodzie. Była to jedna z najoryginalniejszych synagog w Łodzi i Polsce, swoją formą i wystrojem bardzo różniąca się od typowej zabudowy Łodzi.
Obok synagogi, w północnej części działki na której została zbudowana, mieścił się dom modlitwy Bet ha-midrasz a obok niego, przy jego północnym szczycie, znajdował się 2-piętrowy budynek szkoły „Talmud Tora” stowarzyszenia „Ahawat Tora” zbudowany w 1920. Również te budynki zostały spalone w nocy z 10 na 11 listopada 1939 i z powodu znacznego uszkodzenia rozebrane na przełomie lat 1939/1940.